# Чељиоло (Арецо)
Чељиоло је насеље у Италији у округу Арецо, региону Тоскана.
Према процени из 2011. у насељу је живело 75 становника. Насеље се налази на надморској висини од 302 м.